# 米寧和波扎爾斯基紀念碑
米甯和波紮爾斯基紀念碑（俄语：Па́мятник Ми́нину и Пожа́рскому）是俄羅斯首都莫斯科紅場的一個銅質雕像，位於聖瓦西里主教座堂之前。紀念碑上有德米特里·米哈伊洛維奇·波扎爾斯基和庫茲馬·米寧的雕像，這兩個人都是俄羅斯在俄羅斯混亂時期抵抗波蘭立陶宛聯邦侵略的英雄人物。米寧和波扎爾斯基紀念碑完成於1818年，原本位於紅場的中央。1936年，紀念碑被移動到了現在的位置。
纪念碑上有旧俄语铭文：“纪念公民米宁与波扎尔斯基大公，感激的俄罗斯人于1818年立”（俄语原文：Гражданину Минину и Князю Пожарскому благодарная Россія. Лѣта 1818）。
為慶祝第一個俄罗斯民族统一日（2005年11月4日），由祖拉布·采列捷利創作的微縮複製品在下諾夫哥羅德完成。複製品僅比莫斯科的原件矮5 cm。
这座纪念碑的修复始于11月2020，他们没有将纪念碑从当前位置移除为此目的，在其上建造了一个特殊的亭子。 修复工作由区域间科学和修复艺术部（MNRHU）和遗产修复工作坊进行。 该行动得到了Vladimir Mashkov，Grigory Leps，Igor Ugolnikov，Oksana Fedorova，tekla Tolstaya等人的支持。 最大的私人贡献是由Vladimir Gruzdev做出的。
1. ↑  . TAdviser.ru.   [2023-05-13]. （原始内容存档于2023-05-26）.